# Johannes Bob van Benthem
Johannes Bob van Benthem (1921 - La Haya, 11 de septiembre de 2006). Jurista neerlandés. Fue el primer presidente de la Oficina Europea de Patentes desde el 1 de noviembre de 1977 al 30 de abril de 1985.
Abogado desde 1946, ingresó más tarde en la Oficina de Patentes de los Países Bajos, en la que fue presidente hasta 1977. Junto al presidente de la oficina de patentes alemana, Kurt Haertel, fue un activo defensor de una política europea única de patentes dentro de la Unión. Era doctor honoris causa en derecho por las universidades de Múnich y de Estrasburgo.